# Süddeutscher Rundfunk

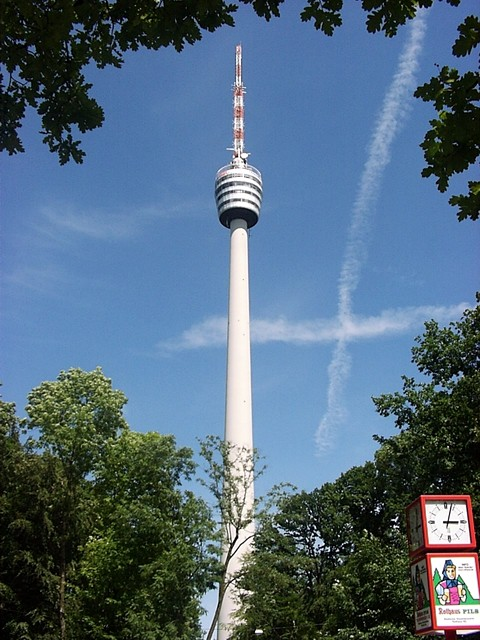
Wieża telewizyjna w Stuttgarcie, wzniesiona dla SDR

Süddeutscher Rundfunk (SDR) – nieistniejący już, niemiecki, publiczny, regionalny nadawca radiowo-telewizyjny, członek ARD. Istniał w latach 1949-1998. Nadawał dla północnej Badenii-Wirtembergii, a dokładnie dla obszaru dawnej Wirtembergii-Badenii. Główna siedziba SDR znajdowała się w Stuttgarcie. Posiadał studia również w Karlsruhe, Mannheim, Heilbronn, Heidelbergu, Ulm i Bonn.
Süddeutscher Rundfunk był inwestorem wieży telewizyjnej w Stuttgarcie, z planowaną od początku funkcją turystyczną.
30 sierpnia 1998 roku SDR połączyło się z Südwestfunk (SWF) tworząc Südwestrundfunk (SWR).
SDR produkowało wspólnie z Saarländischer Rundfunk (SR) i Südwestfunk kanał telewizyjny o nazwie Südwest 3.